# 中山路 (台中市山線)
中山路為臺灣臺中市重要道路之一，部分屬於台3線，位於潭子區和豐原區境內。大致呈南北向，潭子區共分三段，豐原區不分段。一段南接北屯區北屯路，豐原區中山路北接五權路，；是豐原區、潭子區與北屯區主要往來平面道路，也是臺中加工出口區的聯外道路，平日逢上下班尖峰時段車流量大因此經常造成塞車，全長約5.5公里。

## 行經行政區域
- 潭子區
- 豐原區

## 車道數
圓環南路、圓環東路以南雙向四車道，設置中央綠化安全島；以北雙向兩車道。

## 本道路客運
臺中市市區公車
- 本表更新時間為2017年6月7日。

| 編號  | 業者     | 路線                               | 行駛區間                   | 備註                                                                    |
| 55    | 豐原客運 | 地方法院－豐原                     | 北屯路－豐原區中正路       | 地方法院端點為光明國中（貴和街）                                        |
| 58    | 全航客運 | 大慶活動中心－潭子甘蔗活動中心     | 雅潭路－圓通南路           | 直行崇德路                                                              |
| 58副  | 全航客運 | 大慶活動中心－潭子甘蔗活動中心     | 雅潭路－圓通南路           | 經大豐路、大富路                                                        |
| 58區2 | 全航客運 | 明德高中→潭子甘蔗里活動中心          | 雅潭路→圓通南路            | 例假日及寒暑假停駛                                                      |
| 65    | 全航客運 | 南區區公所－潭雅神綠園道           | 頭張路一段－雅潭路         | －                                                                      |
| 74    | 中鹿客運 | 太平國中－新烏日火車站－仁友停車場 | 環中路－潭子火車站－環中路 | 經74快速道路、潭子火車站、朝馬                                          |
| 123   | 仁友客運 | 慈濟醫院－梧棲觀光漁港             | 圓通南路－雅潭路           | －                                                                      |
| 202   | 豐原客運 | 豐富公園－豐原                     | 圓環東路－豐原區中正路     | 豐富公園端點為愛心家園醫務室 經樹德路                                   |
| 203   | 豐原客運 | 豐富公園－豐原                     | 圓環東路－豐原區中正路     | 豐富公園端點為愛心家園醫務室 經新田                                     |
| 900   | 豐原客運 | 光明國中－豐原高中                 | 北屯路－豐原區中正路       | 僅停靠現今55路重點站位 例假日及寒暑假停駛                               |
| 901   | 台中客運 | 豐原（北陽停車場）－明德高中       | 圓環東路－北屯路           | 豐原端點為豐東北陽二街口 為單循環路線，大智益民路口為中繼站 經豐東路    |
| 901副 | 台中客運 | 豐原（北陽停車場）－明德高中       | 圓環東路－北屯路           | 豐原端點為豐東北陽二街口 為單循環路線，大智益民路口為中繼站 經豐原大道  |
| 956   | 捷順交通 | 豐原東站－光華高工                 | 圓環東路－雅潭路           |                                                                         |
| 989   | 豐原客運 | 翁子－圳前仁愛公園                 | 中興路－豐原區中正路       | 翁子端點為翁子保養場 經豐原醫院、豐原車站、豐洲科技工業園區、新庄、圳堵 |
| 989延 | 豐原客運 | 翁子－神圳國中                     | 中興路－豐原區中正路       | 神圳國中端點為圳前里                                                    |

## 沿線設施
| （由南到北） （往南接北屯路） 一段 （潭子區） - 中華郵政潭子頭家厝郵局（臺中100支） - 台灣楓康超市潭子店 - 85度C潭子頭張店 頭張路一段、頭張東路 - 臺鐵臺中線頭家厝車站 頭家厝分線 - 法務部潭子贓證物庫 - 頭家厝工業區 快官霧峰線18 潭子潭子交流道 環中路一段／環中東路 二段 （潭子區） - 臺中市潭子區僑忠國民小學 大新路 - 漢森健身運動中心 - 全聯福利中心潭子中山店 - 臺灣企銀潭子分行 - 彰化銀行潭子分行 - 臺中市政府消防局第一大隊潭子分隊 - 潭子區公所舊址（目前已拆除並簡易綠美化） - 臺中市政府警察局大雅分局潭子分駐所 - 合作金庫銀行潭子分行 潭子街一段 潭興路二、三段 - 臺鐵臺中線潭子車站 - 基督教潭子聖教會 - 麥當勞潭子中山店 - 臺中市立圖書館潭子分館 - 臺中市潭子區潭子國民小學 - 潭子農會穀倉（市定歷史建築） 雅潭路一段／潭子街三段 - 臺灣銀行潭子分行 - 臺中加工出口區 - 中華郵政潭子加工區郵局 潭雅神自行車道 | 三段（潭子區） - 寶熊漁樂碼頭 - 潭子工業區 - 臺中市私立弘文高級中學 - 弘富自辦重劃區 四張犁支線 福貴路（潭子外環道） 祥和路 - 潭子區農會栗林分部 - 潭子寶林祠 豐栗路 - 中華郵政潭子栗林郵局（臺中102支） - 嘉里大榮物流豐原營業所 - 臺鐵臺中線栗林車站 中山路（豐原區） - 臺灣菸酒公司豐原捲菸研發製造工廠 豐原大道一、二段 - 台灣電力股份有限公司輸變電工程處中區施工處 成功路 - 臺中市政府地方稅務局豐原分局 - 臺灣菸酒公司豐原營業所 - 臺中市政府警察局豐原分局 - 內政部移民署臺中市第二服務站 - 臺中市農會 圓環南路 ／ 圓環東路 - 東勢里福德祠 - 臺中市立豐原商業高級中等學校 中興路（往臺中市政府衛生局） - 凱基銀行豐原分行 - 三信商業銀行豐信分行 - 第一商業銀行豐原分行 - 台灣土地銀行豐原分行 中正路 - 台中銀行豐原分行 - 臺灣銀行豐原分行 - 臺中市豐原區富春國民小學 腳白筍溝分線、西汴幹線 下埤幹線 圓環西路 ／ 圓環北路一段 - 花博葫蘆墩公園（第四、五區） 埤溪排水溝 （往北接五權路） |